# Lass dich überwachen!

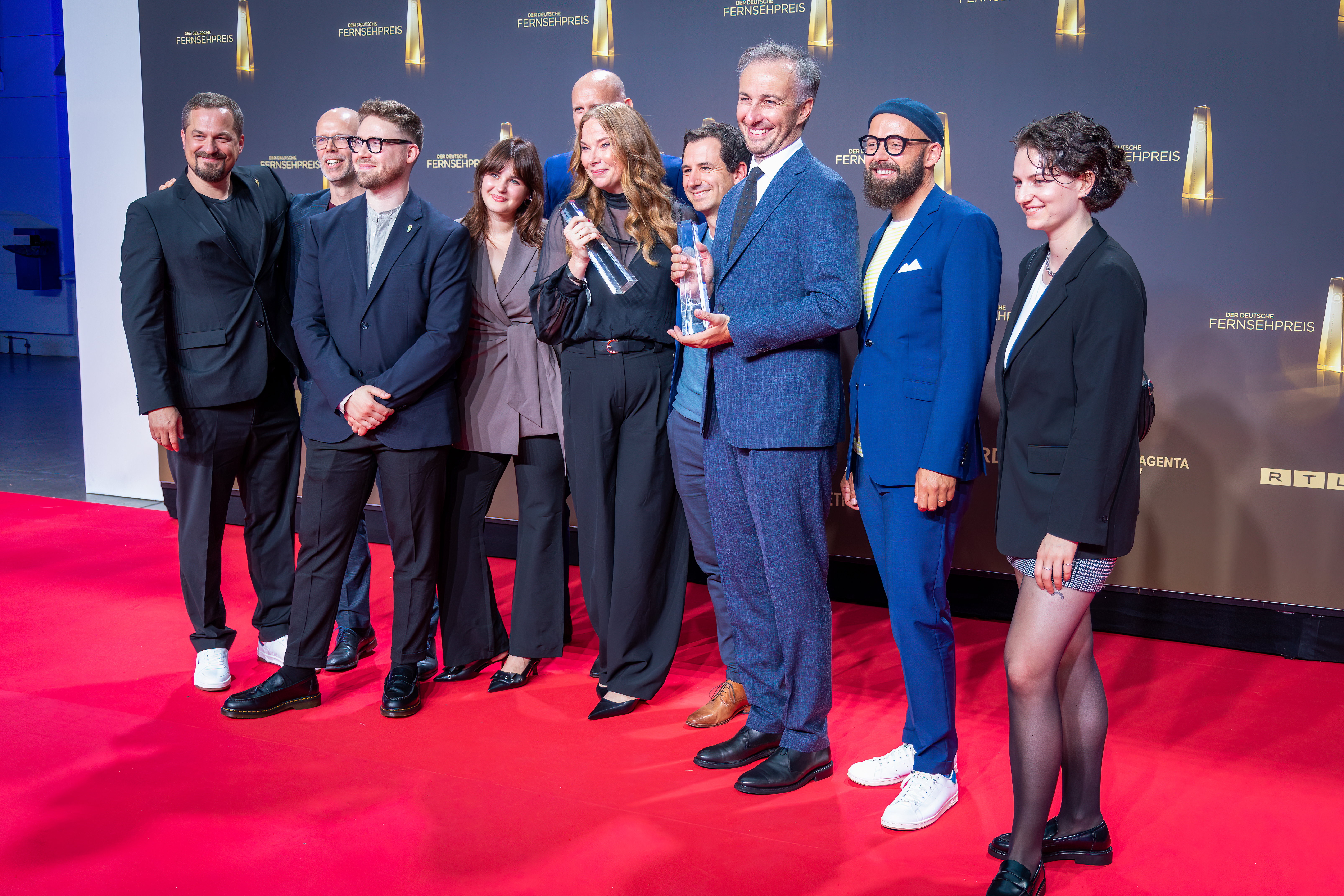
Das Team von Lass dich überwachen! beim Deutschen Fernsehpreis 2024

Lass dich überwachen! (früherer Titel: Lass dich überwachen! Die Prism is a Dancer Show) ist eine von Jan Böhmermann moderierte Unterhaltungsshow, die erstmals 2018 im ZDF ausgestrahlt wurde. Die Sendung kombiniert satirische Unterhaltung mit einem gesellschaftskritischen Ansatz, indem sie auf die Überwachung und das digitale Erbe der Gäste aufmerksam macht. Das Konzept der Show besteht darin, Studiogäste, die glauben, an einer normalen Ausgabe des ZDF Magazin Royale teilzunehmen, mit persönlichen Informationen zu konfrontieren, die das Produktionsteam zuvor im Internet über sie recherchiert hat. Diese oft längst vergessenen Details werden den Gästen humorvoll, aber auch teilweise schmerzhaft vor Augen geführt, um zu zeigen, dass das Internet nichts vergisst.

## Konzept
Die Show reflektiert Böhmermanns satirische Handschrift, indem sie der digitalen Gesellschaft einen Spiegel vorhält. Gäste werden mit alten Social-Media-Posts, peinlichen TikTok-Videos oder anderen Online-Spuren überrascht, die sie in den Tiefen des Internets hinterlassen haben. Böhmermann knüpft damit an Themen an, die er bereits in anderen Formaten wie dem Neo Magazin Royale und dem Nachfolger ZDF Magazin Royale bearbeitet hat, und erweitert sie um interaktive Elemente.
Die auserwählten Studiogäste werden oft auf ungewöhnliche und unterhaltsame Weise in der Show unterstützt, ihre persönlichen Ziele zu erreichen. In der Juli-Ausgabe 2024 wurde beispielsweise die unerfahrene Newcomer-Band The Red Flags ohne viel Bühnenerfahrung auf die Hauptbühne von Rock am Ring gebracht. In derselben Episode wurde außerdem ein begeisterter Achterbahn-Fan per Hubschrauber in einen extra für ihn geöffneten Freizeitpark geflogen, damit er live während der Show seine 250. Achterbahn testen konnte.
Andere Gäste werden humorvoll mittels Studioaktionen eingebunden. So moderierte der Studiogast und Cybersicherheitsexperte Erik Uden zusammen mit Böhmermann ein „Servicemagazin“ zum Thema Sicherheit im Internet, in dem er dem Publikum von einem Teleprompter ablesend berichtete, wie es der Lass dich Überwachen!-Redaktion möglich war, Erik U. nur anhand von im Internet öffentlichen Informationen zu orten und mehrfach unbemerkt zu ködern. In einer anderen Sendung durfte sich ein Paar im Quiz gegen ihre zehn Jahre alte Vergangenheit messen. Das Gegnerteam wurde dabei von zwei passend gekleideten Jugendlichen nachgestellt, die ihr früheres Aussehen nachahmten.
Als Belohnung für ihre Teilnahme an den skurrilen Aktionen erhalten die Gäste am Ende der Aktionen Geschenke oder Gutscheine.

## Ursprünge
Die Ursprünge der Show stammen aus der Rubrik „PRISM is a Dancer“ des Neo Magazin Royale. In dieser wiederkehrenden Rubrik deckten Böhmermann und sein Team private Informationen über das Studiopublikum auf, welche die Besucher zuvor im Internet veröffentlicht haben. Bereits am 8. Juni und am 30. November 2017 lief das Neo Magazin Royale unter dem Namen Die Prism is a Dancer Show, welche ausschließlich die benannte Rubrik beinhaltete. Am 5. April 2018 wurde eine verlängerte Ausgabe mit rund 85 Minuten in ZDFneo ausgestrahlt. Am 2. November 2018 lief die Show an einem Freitagabend um 23 Uhr erstmals eigenständig im ZDF-Hauptprogramm.
Die zweite Sendung wurde am 31. Mai 2019 ausgestrahlt. Zu Gast waren unter anderem Annette Frier, Eko Fresh, Jane Comerford, Rolf Schmitz-Malburg, Giovanni Zarrella, Helmut Zerlett, Melanie Müller, Menderes Bağcı, Marc Terenzi sowie Walter Freiwald, Die Orsons und die Brasspop-Band Querbeat.
Am 29. November 2019 wurde die dritte Sendung ausgestrahlt. Neben einem Einspieler, in dem unter anderem die Fußballer Mats Hummels und Roman Weidenfeller zu sehen waren, gab es Gastauftritte von Jonas Schubert (von OK Kid), Nura und Frederik Rabe (von Giant Rooks), sowie der Band Seeed. Zu Gast waren auch der Sportkommentator Wolff-Christoph Fuss und in einem Online-Exclusive der Moderator Jochen Schropp. Schauplätze außerhalb des Studios waren die Stadt Ennepetal und das Rheinenergiestadion des 1. FC Köln.
Nach der Einstellung des Neo Magazin Royale teilte das ZDF mit, Lass dich überwachen! fortsetzen zu wollen. Die vierte Ausgabe wurde zunächst für den 23. April 2020 angekündigt. Nachdem wegen der COVID-19-Pandemie kein Studiopublikum zugelassen wurde, die Sendung aber genau davon lebt, wurden die Pläne vorerst nicht realisiert.
Nach einer längeren Pause kehrte die Show am 20. September 2023 zurück und wurde erstmals in der Primetime ausgestrahlt. Sie wird nun von der Redaktion des ZDF Magazin Royale verantwortet und von Böhmermanns Produktionsfirma Unterhaltungsfernsehen Ehrenfeld produziert. Der Untertitel Die Prism is a Dancer Show fällt seitdem weg, auch die Titelmelodie wurde verändert.  
Die fünfte Ausgabe lief am 24. Juli 2024, die sechste am 27. November 2024 und die siebte am 6. August 2025.

## Auszeichnungen
- Grimme-Preis 2019, Kategorie „Unterhaltung“[8]
- Deutscher Comedypreis 2019, Kategorie „Innovationspreis“[9]
- Deutscher Fernsehpreis 2024, Kategorie „Beste Unterhaltung Show“[10]